# Wałdaj (miasto)
Wałdaj – miasto w Rosji, w obwodzie nowogrodzkim, centrum administracyjne rejonu wałdajskiego, 140 km od Nowogrodu Wielkiego. W 2008 liczyło 17 251 mieszkańców.